# Hermanniella
Hermanniella är ett släkte av kvalster. Hermanniella ingår i familjen Hermanniellidae.

## Dottertaxa tillHermanniella, i alfabetisk ordning[1]
- Hermanniella aristosa
- Hermanniella canestrinii
- Hermanniella clavasetosa
- Hermanniella clavigera
- Hermanniella congoensis
- Hermanniella diversisetosa
- Hermanniella dolosa
- Hermanniella dubinini
- Hermanniella gibber
- Hermanniella grandis
- Hermanniella granulata
- Hermanniella humilis
- Hermanniella incondita
- Hermanniella issanielloides
- Hermanniella laurisilvae
- Hermanniella longisetosa
- Hermanniella madagascarensis
- Hermanniella mastyx
- Hermanniella microsetosa
- Hermanniella multipora
- Hermanniella oblitera
- Hermanniella occidentalis
- Hermanniella orbiculata
- Hermanniella picea
- Hermanniella reticulata
- Hermanniella robusta
- Hermanniella septentrionalis
- Hermanniella serrata
- Hermanniella similis
- Hermanniella subnigra
- Hermanniella thani
- Hermanniella todori
- Hermanniella yasumai